# Tepličky
Tepličky (bis 1948 slowakisch „Fornosek“; ungarisch Fornószeg) ist eine Gemeinde im Westen der Slowakei mit 317 Einwohnern (Stand 31. Dezember 2024), die zum Okres Hlohovec, einem Teil des Trnavský kraj, gehört.

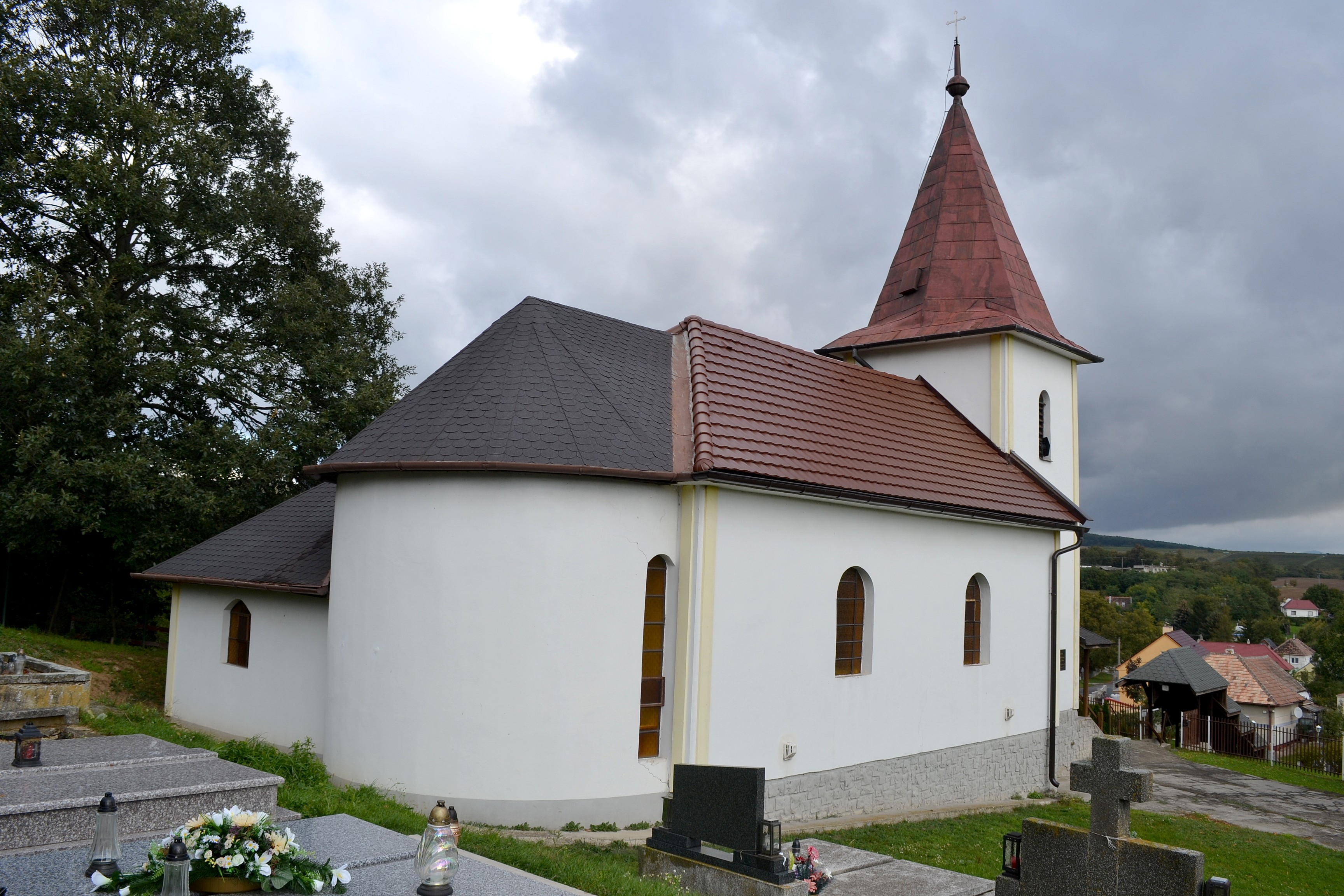
Kirche

## Geographie
Die Gemeinde befindet sich im Westteil des Hügellands Nitrianska pahorkatina (Teil des Donauhügellands) am Hang der südlichen Ausläufer des Gebirges Považský Inovec, im Quellbereich des Baches Galanovka. Das Ortszentrum liegt auf einer Höhe von 215 m n.m. und ist siebeneinhalb Kilometer von Hlohovec entfernt.
Nachbargemeinden sind Jalšové im Norden, Horné Trhovište im Nordosten und Osten, Dolné Trhovište im Südosten, Hlohovec im Südwesten und Westen sowie Koplotovce im Nordwesten.

## Geschichte
Der Ort wurde zum ersten Mal 1113 als Tavvicz schriftlich erwähnt und erhielt seinen Namen nach dortigen Heißquellen. Die nächste Erwähnung stammt erst aus dem Jahr 1406, unter dem Namen Forrozeg. Das Dorf entwickelte sich im Gemeindegebiet von Koplotovce und war eine landwirtschaftlich und insbesondere vom Weinbau geprägte Ortschaft. Sie war Besitz mehrerer niederadeliger Familien. Ende des 19. Jahrhunderts erwarb der jüdische Großgrundbesitzer Simon Schwitzer, der bis 1937 im Dorf wohnte, das Gut, deren damalige Haupteinnahmequellen vom Kies- und Sandabbau und Brennen stammten.
Bis 1918 gehörte der im Komitat Neutra liegende Ort zum Königreich Ungarn und kam danach zur Tschechoslowakei beziehungsweise heute Slowakei.
Von 1979 bis 1990 war Tepličky Teil der Gemeinde Horné Otrokovce.

## Bevölkerung
| Jahr                | 1994 | 2004    | 2014     | 2024    |
| ------------------- | ---- | ------- | -------- | ------- |
| Anzahl der Personen | 265  | 275     | 310      | 317     |
| Unterschied         |      | +3,77 % | +12,72 % | +2,25 % |

| Jahr                | 2023 | 2024    |
| ------------------- | ---- | ------- |
| Anzahl der Personen | 318  | 317     |
| Unterschied         |      | −0,31 % |

Nach der Volkszählung 2011 wohnten in Tepličky 286 Einwohner, davon 277 Slowaken sowie jeweils ein Mährer und Pole. Sieben Einwohner machten keine Angabe zur Ethnie. 242 Einwohner bekannten sich zur römisch-katholischen Kirche sowie jeweils drei Einwohner zur Evangelischen Kirche A. B. und zur griechisch-katholischen Kirche. 26 Einwohner waren konfessionslos und bei 12 Einwohnern wurde die Konfession nicht ermittelt.

## Bauwerke
- Friedhofskapelle im klassizistischen Stil aus der ersten Hälfte des 19. Jahrhunderts